# Холльштадт
Холльштадт (нем. Hollstadt) — община в Германии, в земле Бавария. 
Подчиняется административному округу Нижняя Франкония. Входит в состав района Рён-Грабфельд. Подчиняется управлению Хойстрой.  Население составляет 1603 человека (на 31 декабря 2010 года). Занимает площадь 24,31 км².
Община подразделяется на 2 сельских округа.

## Население
По оценке на 31 декабря 2015 года население общины Холльштадт составляет 1524 чел. 

| Дата      | 1840 | 1871 | 1900 | 1925 | 1939 | 1950 | 1961 | 1970 | 1987 | 2011 |
| --------- | ---- | ---- | ---- | ---- | ---- | ---- | ---- | ---- | ---- | ---- |
| Население | 1272 | 1427 | 1328 | 1281 | 1337 | 1684 | 1535 | 1555 | 1411 | 1555 |

| Год       | 1960 | 1970 | 1980 | 1990 | 2000 | 2009 | 2010 | 2011 | 2012 | 2013 | 2014 | 2015 |
| --------- | ---- | ---- | ---- | ---- | ---- | ---- | ---- | ---- | ---- | ---- | ---- | ---- |
| Население | 1508 | 1553 | 1392 | 1503 | 1669 | 1583 | 1603 | 1550 | 1532 | 1534 | 1519 | 1524 |